# اختبار الواقع

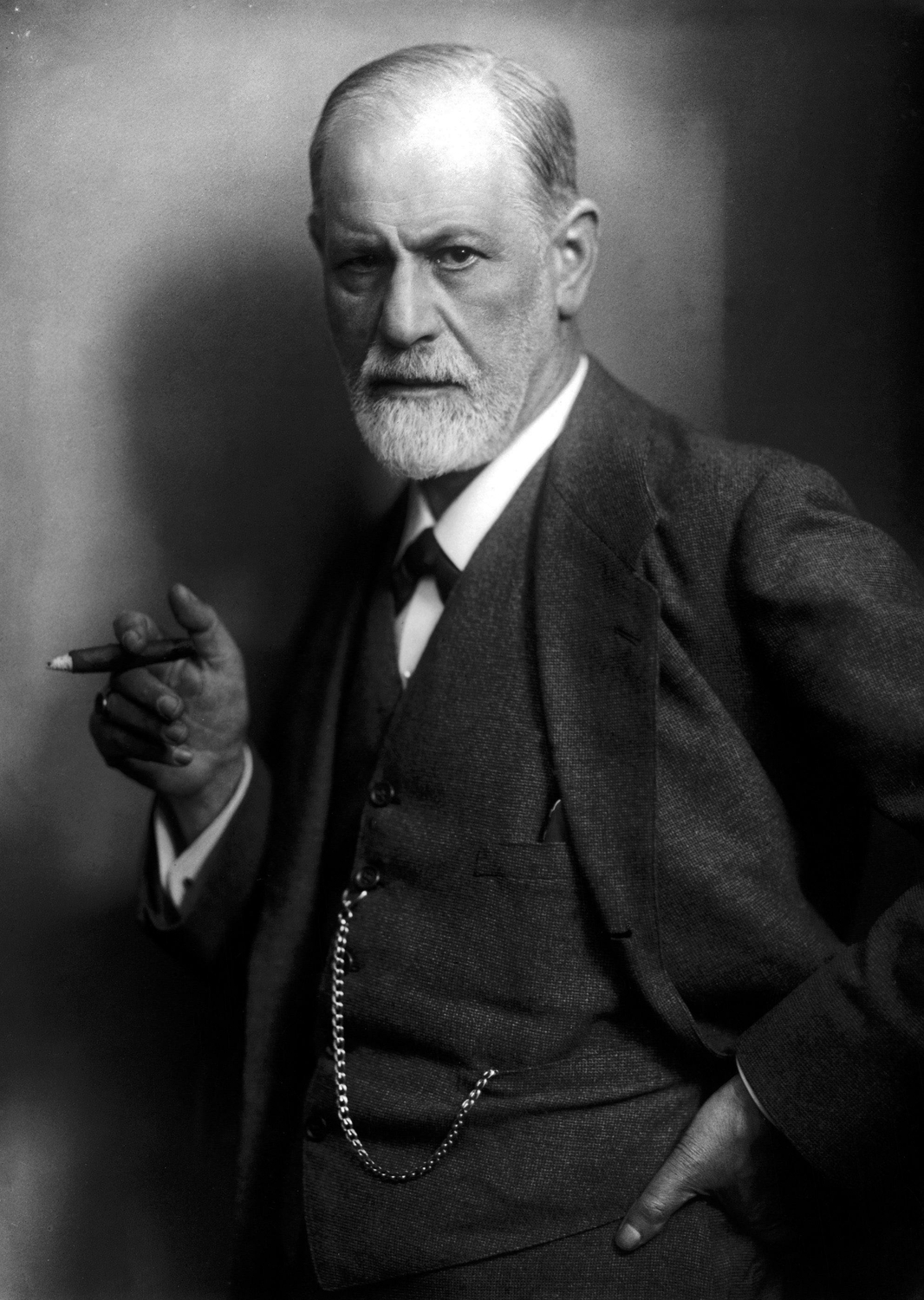

اختبار الواقع هو وظيفة العلاج النفسي التي يتم من خلالها انعكاس علاقة الشخص بالهدف أو الحقيقي عليه وتقييمه من قبل المراقب. هذه العملية من التمييز بين العالم الداخلي من الأفكار والمشاعر من العالم الخارجي هو تقنية تستخدم عادة في التحليل النفسي والعلاج السلوكي، وقد وضعت أصلا من قبل سيغموند فرويد.

## الغرض
ضمن العلاج النفسي وإعدادات المشورة، الممارسين استخدام اختبار الواقع للتأثير على المريض أو العميل للتعرف على أفكارهم السلبية، وتقييم الأفكار منطقيا بدلاً من عاطفياَ، ومن ثم تحديد ما إذا كانت الأفكار صالحة (أي: متسقة داخليًا ومأكد في الواقع). لا يركز بالضرورة تركيز اختبار الواقع على مصدر السلوك أو الفكر، ولكن بدلاً من ذلك على حقيقة أن الأفكار الحالية تحدث وتؤثر على السلوكيات في هنا والآن. بعد الخضوع لهذه التقنية، غالبا ما يكون المريض أو العميل قادرًا على رؤية أن الأفكار التي يعاني منها هي في الواقع، ليست صالحة أو تستند إلى الواقع، وبالتالي لا ينبغي استخدامها كأساس لقرارات الحياة. يمكن استخدام اختبار الواقع بهذه الطريقة للمساعدة في تسهيل التجارب العاطفية التصحيحية عن طريق قرصة وتغيير التوقعات السلبية أو غير الواقعية التي عقدت سابقا لصالح وظائف أكثر تكيفاً. تعتمد طرق العلاج النفسي مثل العلاج السلوكي الانفعالي العقلاني والعلاج السلوكي المعرفي بشكل كبير على قدرة العميل على الفحص الذاتي للأفكار الداخلية بشكل متكرر وتقييم تأثيرها السابق على التصورات والأحكام والسلوكيات. يمكن أن يساعد اختبار الواقع المستمر الموجه من قبل المعالجين في تثقيف العملاء حول كيفية فحص أنماط التفكير الخاصة بهم والسلوكيات الخاصة بهم دون الحاجة المستمرة إلى معالج. التعرض المستمر والمطول للعديد من التجارب التصحيحية يمكن أن يؤدي العملاء إلى تشكيل تغييرات داخلية ودائمة خاصة بهم في الأفكار والتوقعات والمشاعر والسلوك. كما تم تحديد اختبار الواقع كعامل علاجي عند تنفيذه ضمن إطار علاج جماعي. في تقديم المشورة الجماعية، يمكن للعملاء استخدام وجهات نظر أعضاء المجموعة الآخرين كأساس لاختبار الواقع وتلقي ردود الفعل الفورية من خلال مناقشات المجموعة، ولعب الأدوار، وغيرها من الأنشطة الجماعية.

## خصائص
يعتمد المعالجون الذين يستخدمون تقنيات اختبار الواقع عادة على العمليات العقلية للعميل من الاهتمام والإدراك والذاكرة والحكم من أجل المساعدة في توجيههم إلى تشكيل استنتاجات منطقية حول كيفية ارتباط تجاربهم الداخلية بالواقع الخارجي. يمكن أن تكون قدرات اختبار الواقع المحدودة في بعض الأحيان وظيفة من اضطراب عقلي. قد يفتقر الأشخاص الذين يعرضون اختبارًا محدودًا للواقع إلى البصيرة والقدرة على التمييز بين العالم الخارجي والداخلي كعامل من عوامل الذهان. على سبيل المثال، غالباً ما تؤخذ الهلوسة والأوهام على أنها علامات على فشل اختبار الواقع. وقد تم تحديد اختبار الواقع باعتباره أحد المبادئ العلاجية المشتركة للتغيير. مبادئ التغيير هي التي تشترك فيها جميع الاتجاهات النظرية للعلاج، وتشمل استراتيجيات مثل: تعزيز إيمان العميل في فعالية العلاج، وتشكيل وصيانة التحالف العلاجي مع العميل، وتسهيل وعي العميل بالعوامل التي تؤثر على مشاكلهم، وتشجيع العميل على الانخراط في التجارب التصحيحية.
وقد ثبت التأكيد على اختبار الواقع المستمر في حياة العميل أن يكون من بين مبادئ التغيير التي يمكن استخدامها لشرح وحساب الفعالية الكامنة لتقنيات المشورة العلاجية، بغض النظر عن المثل النظرية. لهذا السبب، يمكن دمج جوانب من اختبار الواقع في مجموعة متنوعة من خطط العلاج العلاجية.